# 파테르나

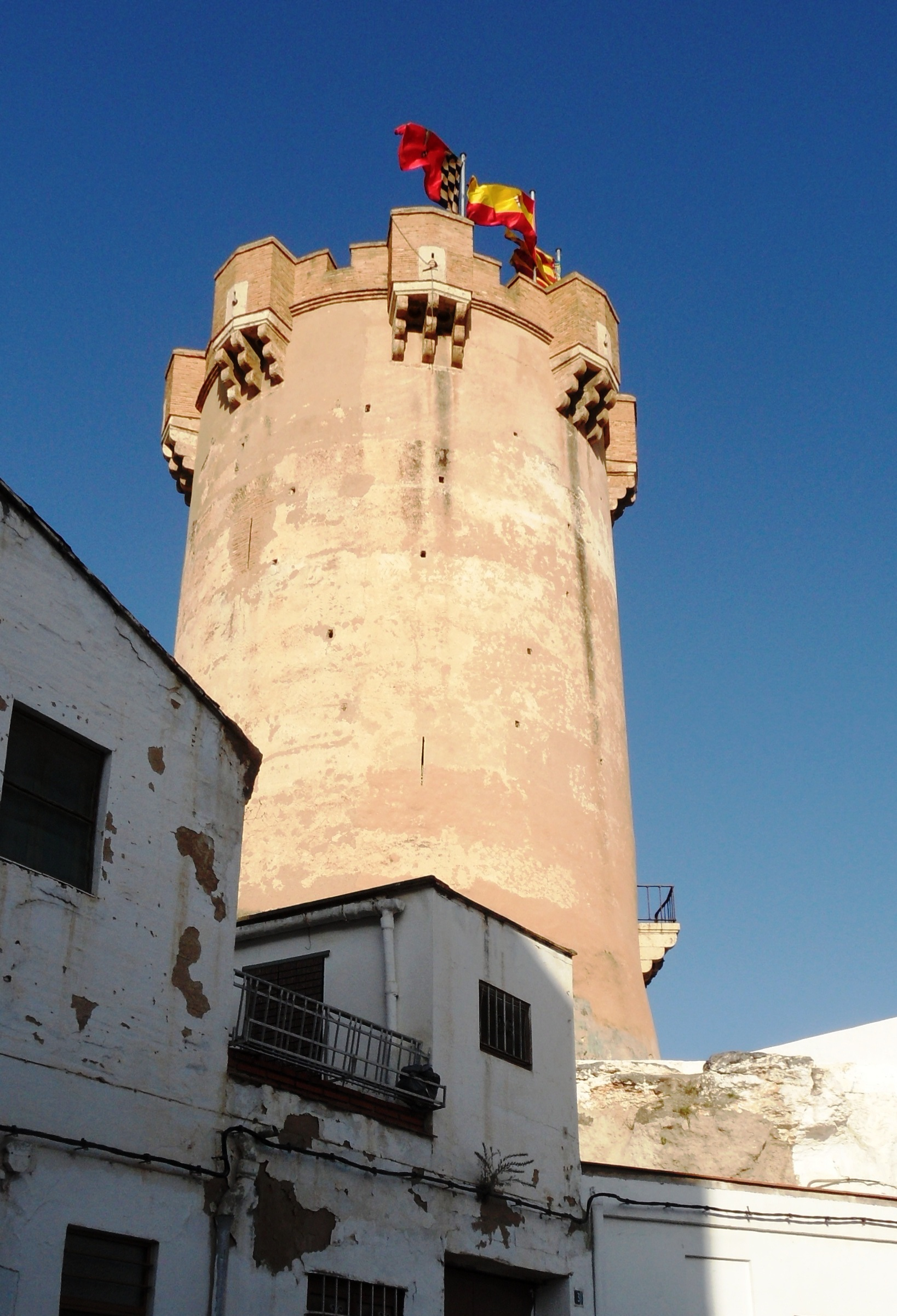
파테르나

파테르나(스페인어: Paterna)는 스페인 발렌시아 지방 발렌시아 주에 위치한 도시로 면적은 44.0km2, 높이는 70m, 인구는 67,156명(2014년 기준), 인구 밀도는 1,500명/km2이다. 발렌시아에서 북서쪽으로 5km 정도 떨어진 곳에 위치한다.

시기
시 문장

## 자매 도시
- 스페인 아데헤
- 미국 버뱅크
- 이탈리아 마리노